# アイリーン・シャラフ
アイリーン・シャラフ（Irene Sharaff, 1910年1月23日 - 1993年8月10日）は、アメリカ合衆国マサチューセッツ州ボストン出身の衣裳デザイナーである。ニューヨークやパリで教育を受け、1931年からブロードウェイのコスチュームを手がけるようになる。生涯で5度トニー賞を受賞。1936年からは映画の衣裳にもかかわるようになり、5度アカデミー衣裳デザイン賞を受賞している。また、アメリカン・バレエ・シアターの衣裳も手がけた。

## 主な作品
- キュリー夫人 Madame Curie (1943)
- 若草の頃 Meet Me in St. Louis (1944)
- 我等の生涯の最良の年 - The Best Years of Our Lives (1946) - キネマ旬報ベスト・テン 第2位
- 虹を掴む男 The Secret Life of Walter Mitty (1947)
- グッド・オールド・サマータイム In the Good Old Summertime (1949)
- 巴里のアメリカ人 An American in Paris (1951)
- ブリガドーン Brigadoon (1954)
- スタア誕生 A Star is Born (1954)
- 野郎どもと女たち - Guys and Dolls (1955)
- 王様と私 The King and I (1956)
- ポギーとベス Porgy and Bess (1959)
- ウエスト・サイド物語 West Side Story (1961)
- フラワー・ドラム・ソング Flower Drum Song (1961)
- クレオパトラ Cleopatra (1963)
- いそしぎ The Sandpiper (1965)
- バージニア・ウルフなんかこわくない Who's Afraid of Virginia Woolf? (1966)
- じゃじゃ馬ならし The Taming of the Shrew (1967)
- ファニー・ガール Funny Girl (1968)
- ハロー・ドーリー! Hello, Dolly! (1969/米)
- 真夜中の向う側 The Other Side of Midnight (1977)

## 受賞歴

### アカデミー賞
受賞
1952年 アカデミー衣裳デザイン賞 (カラー部門):『巴里のアメリカ人』
1957年 アカデミー衣裳デザイン賞 (カラー部門):『王様と私』
1962年 アカデミー衣裳デザイン賞 (カラー部門):『ウエスト・サイド物語』
1964年 アカデミー衣裳デザイン賞 (カラー部門):『クレオパトラ』
1967年 アカデミー衣裳デザイン賞 (白黒部門):『バージニア・ウルフなんかこわくない』
ノミネート
1954年 アカデミー衣裳デザイン賞 (カラー部門):『Call Me Madam』
1955年 アカデミー美術監督賞 (カラー部門):『スタア誕生』
1955年 アカデミー衣裳デザイン賞 (カラー部門):『スタア誕生』、『ブリガドーン』
1956年 アカデミー衣裳デザイン賞 (カラー部門):『野郎どもと女たち』
1960年 アカデミー衣裳デザイン賞 (カラー部門):『ポギーとベス』
1961年 アカデミー衣裳デザイン賞 (カラー部門):『カンカン』
1962年 アカデミー衣裳デザイン賞 (カラー部門):『フラワー・ドラム・ソング』
1968年 アカデミー衣裳デザイン賞:『じゃじゃ馬ならし』
1970年 アカデミー衣裳デザイン賞:『ハロー・ドーリー!』
1978年 アカデミー衣裳デザイン賞:『真夜中の向こう側』